# جون بار (أمين مكتبة)
جون بار (بالإنجليزية: John Barr)‏ هو أمين مكتبة نيوزيلندي، ولد في 28 يوليو 1887 في غلاسكو في المملكة المتحدة، وتوفي في 25 ديسمبر 1971.